# Croton balsensis
Espèce
Classification APG III (2009)
Croton balsensis est une espèce de plantes à fleurs du genre Croton et de la famille des Euphorbiaceae originaire du Mexique.